# Tepetlán (kommun)
Tepetlán är en kommun i Mexiko.   Den ligger i delstaten Veracruz, i den sydöstra delen av landet, 250 km öster om huvudstaden Mexico City.
Följande samhällen finns i Tepetlán:
- Ciudad Tepetlán
- Vicente Guerrero
- San Lorenzo
- Citalapa
- Colonia Cuauhtémoc
- Barro Blanco Dos
- La Nueva Reforma
- Las Palomas